# Condado de Barajas
El condado de Barajas es un título nobiliario español creado el 1 de octubre de 1572 por el rey Felipe II de España a favor de Francisco Zapata y Cisneros, VI señor de Barajas.
El 9 de abril de 1924, Alfonso XIII de España concedió la grandeza de España de primera clase a la condesa María del Pilar Osorio Gutiérrez de los Ríos, III duquesa de Fernán Núñez grande de España.

## Condes de Barajas
|                        | Titular                                                                       | Periodo                  |
| Creación por Felipe II | Creación por Felipe II                                                        | Creación por Felipe II   |
| ---------------------- | ----------------------------------------------------------------------------- | ------------------------ |
| I                      | Francisco Zapata y Cisneros                                                   | 1572-1591                |
| II                     | Diego Zapata de Mendoza                                                       | 1591-1644                |
| III                    | Antonio Zapata de Mendoza                                                     | 1644-1667                |
| IV                     | Diego Felipe Zapata de Silva y Guzmán                                         | 1667-1684                |
| V                      | María Zapata de Silva y Guzmán                                                | 1684-¿?                  |
| VI                     | Melchora Zapata y Zapata                                                      | ¿?-1723                  |
| VII                    | Félix López de Ayala y Velasco                                                | 1723-1735                |
| VIII                   | Manuel López de Ayala y Velasco                                               | 1735-1746                |
| IX                     | Juan Bautista Centurión                                                       | 1746-1785                |
| X                      | María Luisa Centurión                                                         | 1785-1799                |
| XI                     | Carlos José Francisco de Paula Gutiérrez de los Ríos y Sarmiento de Sotomayor | 1799-1822                |
| XII                    | María Francisca de Asís Gutiérrez de los Ríos y Solís                         | 1822-1838                |
| XIII                   | María del Pilar Osorio y Gutiérrez de los Ríos                                | 1838-1921                |
| XIV                    | Manuel Falcó y Osorio                                                         | 1922-1927                |
| XV                     | Tristán Falcó y Álvarez de Toledo                                             | 1928-1938                |
| XVI                    | Manuel Falcó y de Anchorena                                                   | 1940/1956-actual titular |

## Historia de los condes de Barajas
- Francisco Zapata y Cisneros (m. Barajas, octubre de 1591), I conde de Barajas,[1] VI señor de Barajas, de la Alameda, Rejas y Torrejoncillo, caballero de la Orden de Santiago. Era hijo de Juan Zapata y Osorio y de María de Cisneros, esta última hija de Juan Jiménez de Cisneros, hermano del cardenal Cisneros, y de Leonor Zapata.[2]

Se casó en 1546 con María de Mendoza, hija de Juan Hurtado de Mendoza, I conde de Coruña, y de María de Mendoza. Después de enviudar, se casó con Mencía de Cárdenas y Zúñiga, hija de Bernardino de Cárdenas y Carrillo de Albornoz y de Inés de Zúñiga y Marquina. Sin descendencia de este matrimonio. Le sucedió su hijo:
- Diego Zapata de Mendoza (m. Fraga, 12 de agosto de 1644), II conde de Barajas y mayordomo del rey.[1] Sucedió a su padre a pesar de ser el tercer hijo del matrimonio por haber fallecido el primogénito Juan y por la renuncia del segundogénito, el cardenal Antonio Zapata y Cisneros.[5]

Se casó en primeras nupcias con Catalina de Zúñiga (m. 1594) y en segundas con María Sidonia Riederer de Paar (m. Madrid, 10 de noviembre de 1624), dama de la reina Margarita de Austria-Estiria. Le sucedió el primogénito del segundo matrimonio:
- Antonio Zapata de Mendoza (11 de marzo de 1604-1667), III conde de Barajas[7] y mayordomo del rey.

Contrajo matrimonio el 11 de julio de 1630 con Ana María de Silva y Guzmán, hija de Ruy III Gómez de Silva Mendoza y de la Cerda, III duque de Pastrana. Le sucedió su hijo:
- Diego Felipe Zapata de Silva y Guzmán (m. 11 de diciembre de 1684), IV conde de Barajas.[8]

Se casó en 1670 con María Agustina Sarmiento de Sotomayor. Le sucedió su hermana:
- María Zapata de Silva y Guzmán, V condesa de Barajas.[9]

Contrajo un primer matrimonio con Pedro Zapata de Mendoza y Cisneros (m. Cartagena de Indias, 1663), hijo del II conde de Barajas y de su segunda esposa. Después volvió a casar con Pedro Mascarenhas, marqués de Montalban. Le sucedió su hija del primer matrimonio.
- Melchora Zapata y Zapata (m. 4 de agosto de 1723), VI condesa de Barajas.[9][10]

Se casó el 19 de julio de 1676 con Alonso de Rivadeneyra y Niño, II marqués de la Vega de Boecillo. Sin descendencia, le sucedió su sobrino segundo:
- Félix López de Ayala y Velasco (m. 26 de febrero de 1735), VII conde de Barajas y XI conde de Fuensalida.[9] Era hijo de Pedro Nicolás López de Ayala y Velasco, X conde de Fuensalida, y de Francisca Fernández de Córdoba, IX marquesa de Guadalcázar.[11]

Se casó el 13 de noviembre de 1712 con Bernarda Sarmiento de Valladares, III duquesa de Atrisco. Le sucedió su hermano:
- Manuel López de Ayala y Velasco (m. 28 de abril de 1746), VIII conde de Barajas y XII conde de Fuensalida.[12]

Contrajo matrimonio el 7 de octubre de 1736 con Isabel María Pío de Saboya, VIII marquesa de Castel Rodrigo. Le sucedió su sobrino:
- Juan Bautista Centurión y Ayala (m. 10 de diciembre de 1785), IX conde de Barajas,[9] VII marqués de Estepa[13] y XIII conde de Fuensalida.[11] Era hijo de Manuel Centurión y Córdoba, VI marqués de Estepa,[13] y de su esposa María Leonor de Velasco Ayala.[13]

Se casó en primeras nupcias con María Luisa Centurión Arias Dávila y en segundas con Mariana de Urries Pignatelli. Le sucedió su hermana:
- María Luisa Centurión y Velasco (m. 22 de enero de 1799), X condesa de Barajas,[9] VIII marquesa de Estepa[13] y XIV condesa de Fuensalida.[11]

Contrajo matrimonio el 21 de febrero de 1750 con Felipe López Pacheco y Acuña, XII duque de Escalona. Le sucedió un descendiente colateral:
- Carlos José Francisco de Paula Gutiérrez de los Ríos y Sarmiento de Sotomayor (Lisboa, 8 de junio de 1779[14] -24 de septiembre de 1822), XI conde de Barajas,[9] VII conde y I duque de Fernán Núñez, grande de España,[15] VI marqués de Castel-Moncayo,[16] X marqués de Alameda, IV conde de Villanueva de las Achas, XIX señor de la Higuera de Vargas. Era hijo de Carlos José Isidro Gutiérrez de los Ríos y Rohan-Chabot, VI conde de Fernán Núñez,[15] y de su esposa María de la Esclavitud Joaquina Dominga Francisca Pascasia Sarmiento de Sotomayor y Quiñones y Silva o Sarmiento de Silva Saavedra y Sotomayor, V marquesa de Castel-Moncayo[16][14] y III condesa de Villanueva de las Achas.

Se casó con María Vicenta de Solís y Vignacourt Lasso de la Vega, VI duquesa de Montellano, IV duquesa del Arco, XII marquesa de Miranda de Anta, VII condesa de Saldueña, V condesa de Frigiliana, VII condesa de Puertollano, hija de Álvaro de Solís Vignacourt y Folch de Cardona, V duque de Montellano, IV conde de Saldueña, y de su primera mujer Andrea Lasso de la Vega y Silva, XI marquesa de Miranda de Anta, VI condesa de Puertollano, hija de Francisco Miguel Lasso de la Vega y Sarmiento, III duque del Arco, X marqués de Miranda de Anta, VI conde de Puertollano. Le sucedió su hija:
- María Francisca de Asís Gutiérrez de los Ríos y Solís (m. 26 de febrero de 1838), XII condesa de Barajas,[9] II duquesa de Fernán Núñez,[15] VII marquesa de Castel-Moncayo,[16] XI marquesa de Alameda, VIII condesa de Puertollano, V condesa de Villanueva de las Achas.

Se casó con Felipe María Osorio de Castelví y de la Cueva, VII conde de Cervellón, V marqués de la Mina, XIX conde de Siruela, —estos últimos dos títulos heredados de su tío José Miguel de la Cueva y de la Cerda, XIV duque de Alburquerque—, mariscal de campo, Hijo de Felipe Carlos Osorio y Castellví y de María Magdalena de la Cueva y de la Cerda. Le sucedió la única hija nacida de este matrimonio:
- María del Pilar Osorio y Gutiérrez de los Ríos (Madrid, 10 de diciembre de 1829-Chateau de Dave, Namur, Bélgica, 1 de septiembre de 1921),[22] XIII condesa de Barajas,[9] III duquesa de Fernán Núñez,[15] VIII condesa de Cervellón,[18] VI marquesa de la Mina,[19] VIII marquesa de Castel-Moncayo,[16] XX condesa de Siruela,[20] VII duquesa de Montellano, V duquesa del Arco, XII marquesa de Alameda, marquesa de Castelnovo, marquesa de Pons, marquesa de Plandogan, marquesa de Miranda de Anta, VI condesa de Frigiliana, condesa de Molina de Herrera, condesa de Montehermoso y IX condesa de Puertollano.[17][22] Fue dama de las reinas Isabel II, María de las Mercedes y María Cristina.[22]

Se casó el 14 de octubre de 1852 con Manuel Luis Pascual Falcó D'Adda y Valcárcel (n. Milán, 26 de febrero de 1838), XIV marqués de Almonacid de los Oteros, barón de Benifayó, V marqués del Arco y de Montellano.
- Manuel Falcó y Osorio (Dave, Namur, 1856-Madrid, 8 de mayo de 1927), XIV conde de Barajas,[9] IV duque de Fernán Núñez,[24] IX conde de Cervellón, VII marqués de la Mina[19] y XIII marqués de Alameda. Fue ministro, senador, caballero de la Orden del Toisón de Oro, mayordomo mayor y embajador en Viena y en Berlín.[13]

Se casó el 25 de junio de 1896 con Silvia Álvarez de Toledo y Gutiérrez de la Concha, IV duquesa de Bivona (título español) y III condesa de Xiquena, hija de José María Álvarez de Toledo y Acuña, II duque de Bivona, y de su esposa Jacinta Gutiérrez de la Concha y Fernández de Luco. Le sucedió su hijo:
- Tristán Falcó y Álvarez de Toledo (m. 18 de febrero de 1938), XV conde de Barajas.[9] Le sucedió su sobrino:
- Manuel Falcó y de Anchorena, XVI conde de Barajas,[9] VI duque de Fernán Núñez,[13] XI conde de Cervellón,[18] VI duque de Bivona,[26] IX marqués de la Mina,[19] X marqués de Alameda, marqués de Almonacid de los Oteros, marqués de Castelnovo, marqués de Miranda de Anta, conde de Anna, conde de Molina de Herrera, conde de Montehermoso, conde de Pezuela de las Torres, conde de Puertollano, conde de Saldueña, señor de la Higuera de Vargas,[27] duque del Arco[28] y V conde de Xiquena.[29]

Casado el 29 de mayo de 1986 con María Cristina Ligués Creus.